# 雷鳥2086
《雷鳥2086》（日语：科学救助隊テクノボイジャー）為以卡通版《雷鳥神機隊》的構想下而製作的科幻動畫。於1982年4月17日至9月11日間，在日本富士電視台播出，共24集（但其實僅播出18集，剩餘6集未播出）的作品。此外1983年在ITC的同意下，以《Thunderbirds 2086》之名外銷至海外。台灣所播出的亦為此海外版本，1984年4月2日～8月13日期間於每週一下午6:00～6:30的時段在華視播出。香港譯作《雷鳥拯救隊》，於無綫電視翡翠台兒童節目「430穿梭機」的單元中播出。
之後日本在1986年東映曾逆輸入收錄部份海外版本新作集數的錄影帶在國內發行。將近20年後衛星頻道AT-X也於2005年重播過原本的18集；而完整的24集則直要到2008年由另家衛星頻道ホームドラマチャンネル放映才首次於原產地正式公開播出。
2014年8月27日，本片於日本首度推出收錄全24集的套裝DVD版本影像軟體。

## 主要人物／配音

### 國際救難組織（）
森遜：小林清志
雷鳥小組的指揮官。

#### 雷鳥小組（，Thunderbirds）
戴連：武岡淳一
雷鳥一號機長。
強尼：中尾隆聖
雷鳥二號機長。
傑斯：富山敬
雷鳥二號副機長。
葛林：青野武
雷鳥三號機長，雷鳥小組的隊長。
凱玲：伊藤真奈美
雷鳥四號機長。

### 影子軸心（Shadow Axis）
史塔卡（Starcrusher）

## 主要機體

### 雷鳥機
雷鳥一號
用於大氣圈內外自由飛行的太空梭，並能夠與雷鳥二、三號連結成長距離航運載具。
雷鳥七號
收納在雷鳥一號內的單座式小型噴射機。
雷鳥八號
收納在雷鳥一號內的運搬用氣墊車。
雷鳥二號
用於運載其他雷鳥機的大型火箭，並能夠與雷鳥一、三號連結成長距離航運載具。
雷鳥五號
收納在雷鳥二號內用於陸上作業的特殊作業車，可藉由位於車首的鑽頭潛入地底。
雷鳥十五號
收納在雷鳥五號內的無人式偵查車。
雷鳥十六號
收納在雷鳥二號內的無人式探索機。
雷鳥九號
收納在雷鳥二號內的單座式太空步行機。
雷鳥十號
收納在雷鳥二號內的高速快艇。
雷鳥三號
用於地上作業用的大型運輸車，並能夠與雷鳥一、二號連結成長距離航運載具。
雷鳥十一號
收納在雷鳥三號內的快速巡邏車。
雷鳥十二號
收納在雷鳥三號內的萬能作業車。
雷鳥四號
用於水中、水上作業用的多機能大型潛水艇。
雷鳥十三號
收納在雷鳥四號內的小型潛水艇。
雷鳥十四號
收納在雷鳥四號內的深海用特殊作業艇。
雷鳥六號
用於情報收集、作戰指揮的太空站，全長有3.4公里之長。
雷鳥十七號
停放於雷鳥六號內的宇宙航行用高速太空船。

## 工作人員
- 企劃：池田公雄（じんプロダクション）
- 製作人：土屋登喜蔵（富士電視台）、池田公雄
- 總監督：長谷川康雄
- 監修：石黑昇
- 文藝擔當：園田英樹
- SF考證：鹿野司
- 角色設計：早田光茂、宇田川一彦
- 機械設計：青井邦夫、石津泰志
- 作畫監督：小泉謙三
- 美術監督：天水勝
- 片名標準字設計：木村芳光、中村哲也
- 音樂監督：鈴木清司
- 配樂：羽田健太郎
- 錄音：東北新社
- 音響監督：山田悦司
- 効果：宮田音響
- 製作作担当：田中信吾、關孝治
- 製作進行：小園裕行、皆川卓哉
- 製作協力：グリーンボックス、AIC、アートランド
- 製片：野村和史、佐藤光雄
- 製作：富士電視台、じんプロダクション

### 前導版製作群
- 監製：植村伴次郎
- 企画：東北新社、じんプロダクション
- 製作人：池田公雄
- 編劇：松崎健一
- 美術監督：河野次郎
- 構圖：金田伊功、宇田川一彦
- 機械設定：宮武一貴、青井邦光
- 人物設定：早田光茂
- 作画監督：岡迫弘
- 機械作画監督：渡辺浩
- 分鏡、演出：原田益次
- 製作協力：土田プロダクション

## 主題歌
- 日本

- 片頭曲：
- 片尾曲：

作詞：伊達歩、作曲・編曲：馬飼野康二、演唱：木村（木村昇）
- 台灣

- 『雷鳥2086』（作詞、曲：鄧鎮湘）

- 香港

- 『雷鳥拯救隊』（演唱：蔣慶龍）

## 劇集列表
以下播映資料排序依日本播映原版為準，於英文標題版後所加註的數字乃是美國版放映的集序。
|    | 日文原題                     | 英文標題            | 華視標題   |
| -- | ---------------------------- | ------------------- | ---------- |
| 1  | TB発進・地球を救え!!         | Shockwave(11)       | 威震九天   |
| 2  | アルル島に急行せよ!          | Cloudburst(17)      | 風雲變色   |
| 3  | スペースコロニーの友情       | Firefall(1)         | 急如星火   |
| 4  | 超重力!! 宇宙ステーション    | Fear Factor(7)      | 勇者不懼   |
| 5  | マグマの海からの脱出         | Fault Line(8)       | 海底驚魂   |
| 6  | 大森林に燃える命を救え!      | One of a Kind(3)    | 慈悲為懷   |
| 7  | TB1号.死と対決!              | Child's Play(23)    |            |
| 8  | 粉砕! 地球乗っとり計画       | Shadow Axis(9)      | 海空追蹤   |
| 9  | 消えた月面都市               | Computer Madness(2) | 成仁取義   |
| 10 | 恐怖のSOS細胞                | Kudzilla(15)        | 龍鬚巨藤   |
| 11 | 宇宙ホスピタルの謎           | Nightmare(16)       | 惡夢一場   |
| 12 | アルプスの大惨事!!           | Snowbound(4)        | 重見光明   |
| 13 | 悪魔の難破船                 | Big Deal(14)        | 七海擒兇   |
| 14 | 天駆けるエアポート           | Thunderbolt(13)     | 霹靂號陰謀 |
| 15 | 還ってきたスペースシップ     | Guardian(12)        | 守護神     |
| 16 | 脱獄のスペースチェイス!      | Space Warriors(5)   | 浪子回頭   |
| 17 | 危うし!! 惑星探査船          | Sunburn(6)          | 火海餘生   |
| 18 | 激流・ナイアガラの死闘       | Star Crusher(10)    | 太空船劫案 |
| 19 | 海の生命よ永遠に             | Crusader(18)        | 有驚無險   |
| 20 | ドロイド無人都市             | Metal Head(19)      | 大戰機器人 |
| 21 | 木星脱出・危機のクリュセイス | Stardive(20)        |            |
| 22 | 帰れないUFO                  | UFO(24)             |            |
| 23 | 眠りから醒めた奴ら           | Mind Meld(21)       |            |
| 24 | 海王星の試練                 | Trial(22)           |            |